# Колосов Сергій Дмитрович
Сергій Дмитрович Колосов (1 квітня 1904, село Ручьєваха, Тверська губернія, Російська імперія — 23 січня 1975, Казань, Татарська АРСР, РРФСР) — радянський конструктор, фахівець у галузі морського двигунобудування, засновник вітчизняної школи конструкторів суднових газотурбінних установок.

## Життєпис
Народився 1 квітня 1904 року в багатодітній селянській родині.
У 1917 році закінчив початкову школу та поступив у Ржевський педагогічний технікум, який закінчив 1922.
Переїхав до Москви, працював чорноробом, помічником електромонтера і кіномеханіком.
У 1926 році його призивають до лав Червоної армії. Демобілізувавшись, за комсомольською путівкою в 1927 році поступає до Московського вищого технічного училища ім. Баумана на аеродинамічний факультет. Після закінчення навчання у 1930 році, до 1932 року працював помічником начальника складального цеху, директором авіаційного технікуму при моторобудівному заводі № 89 у Запоріжжі.
У 1932 році переїжджає до Москви на посаду інженера дослідного відділу апарату управління авіаційною промисловістю, після цього працює начальником відділу технічного контролю заводу № 82.
У 1937 був відряджений до Франції, де працював з компанією «Renault» за договором про закупівлю ліцензії на виготовлення двигуна «Іспано-Сюїза» та вивчав організацію виробництва на заводі цієї компанії.
Після повернення з відрядження у 1938 році працював головним конструктором Воронезького моторобудівного заводу, який виготовляв авіаційні двигуни конструктора О. Мікуліна і який під час німецько-радянської війни був евакуйований до Казані. У 1945 очолив конструкторське бюро, яке під його керівництвом у 1945—1949 розробило нові типи авіаційних двигунів — реактивні (газотурбінні), зокрема двигун РД-20. У 1948 році КБ Колосова почало на конкурсній основі роботу над турбогвинтовим двигуном для літака, але в серію пішов двигун іншого КБ. Тоді Сергій Колосов запропонував переробити свій двигун і застосувати його на бойовому кораблі в якості форсажного. Подолавши сильний опір представників ВМФ і ВПС, він за підтримки міністра В'ячеслава Малишева домігся здійснення своєї пропозиції. У 1953 році на базі РД-20 було створено перший у світі судновий газотурбінний двигун М-1 (морський), який успішно пройшов випробування на новому торпедному катері.
У 1954 році переїжджає до Миколаєва, де стає головним конструктором Союзного проєктного бюро «Машпроект». Під його керівництвом були розроблені і впроваджені в серійне виробництво установки М-2, М-3, Д-2.
У період з 1954 по 1965 рік під його керівництвом були створені п'ять видів газотурбінних установок для різних типів надводних кораблів. Для протичовнового корабля проєкту 159 розроблена газотурбінна установка М-2. Для протичовнових кораблів проектів 204 і 35 були розроблені газотурбокомпрессори Д-2 і Д-3. До складу цих агрегатів входили газотурбінні двигуни потужністю 18000 кінських сил. Агрегат М-3 був розроблений як головна механічна установка корабля проєкту 61. У 1962 році зі стапелів заводу № 445 імені 61 комунара був спущений на воду перший у світі чисто газотурбінний головний корабель проєкту 61 «Комсомолець України» з двома установками М-3 на борту. Газотурбінний агрегат М-8 був установлений на кораблях типу «Альбатрос», мінних тральщиках «Топаз» і керованих по радіо кораблях «Ягуар».
У 1963 році у зв'язку з погіршенням здоров'я виходить на пенсію та наступного року повертається до Казані, де помирає 23 січня 1975.

## Нагороди
- Заслужений діяч науки і техніки Татарської АРСР (1945).
- Ленінська премія (1969).
- Орден Леніна.
- Орден Трудового Червоного Прапора.
- Два Ордена Червоної Зірки.

## Вшанування пам'яті
У Миколаєві на будинку по вулиці Декабристів 38/2, де мешкав Сергій Колосов, у вестибюлі Центру науково-дослідних та випробувально-конструкторських робіт «Машпроект» йому встановлено меморіальні дошки. Біля центральної прохідної заводу «Зоря — Машпроект» йому встановлено пам'ятник.